# Strelac
Strelac je naselje u slovenskoj Općini Šmarješke Toplice. Strelac se nalazi u pokrajini Dolenjskoj i statističkoj regiji Jugoistočnoj Sloveniji. 

## Stanovništvo
Prema popisu stanovništva iz 2002. godine naselje je imalo 47 stanovnika.